# سیستم‌عامل تحقیقاتی آروس
سیستم عامل تحقیقاتی آروس (انگلیسی: AROS Research Operating System) یک سیستم عامل آزاد و یک پیاده‌سازی از آمیگااواس است که برای پورتابل بودن طراحی شده‌است. این سیستم عامل بر روی پردازنده‌های x86 و پاورپی‌سی و منشعبات آن‌ها قابل اجراست و کار بر روی دیگر معماری‌ها در جریان است. این سیستم عامل هم‌اکنون به آمیگا ۱۲۰۰ و بردهای رزبری پای نیز پورت شده‌است.

## وجه تسمیه
آروس در واقع مخفف سیستم عامل تحقیقاتی آمیگا (انگلیسی: Amiga Research Operating System) بوده‌است اما برای حذف هر گونه مشکل حق تکثیر با نام آمیگا به مخفف بازگشتی AROS Research Operating System تغییر نام داده است.

## وضعیت فعلی
پروژه در سال ۱۹۹۵ آغاز شده و طی سال‌ها به یک پیاده‌سازی «مملوء از امکانات» از آمیگا او اس تبدیل شده‌است.
این سیستم عامل می‌تواند روی اکثریت قریب به اتفاق سیستم‌های سازگار با آی‌بی‌ام اجرا شود؛ و بسیاری از کارت گرافیک‌ها از جمله کارت گرافیک‌های جی‌فورس شرکت انویدیا را به شکل پیشفرض پشتیبانی می‌کند. از ماه می سال ۲۰۰۷ موس و کیبوردهای یو اس بی پشتیبانی می‌کند.

## استفاده‌ها
آمیگااواس در نسخه‌های ۳٫۵ و ۳٫۹ در قسمت‌های کوچکی از کد این سیستم عامل استفاده می‌کند. قسمت‌های بزرگی از مورف اواس نیز از این سیستم عامل پورت شده‌اند